# Stadion Sportowy w Namysłowie
Stadion Sportowy – wielofunkcyjny stadion w Namysłowie, w Polsce. Wybudowany został pod koniec lat 30. XX wieku w sąsiedztwie Parku Północnego. Obiekt może pomieścić 2280 widzów. Swoje spotkania rozgrywają na nim piłkarze klubów Start Namysłów (w II połowie lat 90. XX wieku obiekt gościł występy tego zespołu w II lidze) oraz Agroplon Głuszyna.